# Brachyrhaphis terrabensis
Brachyrhaphis terrabensis är en fiskart som först beskrevs av Regan, 1907.  Brachyrhaphis terrabensis ingår i släktet Brachyrhaphis och familjen Poeciliidae. Inga underarter finns listade.